# Arlington (Geórgia)
Arlington é uma cidade localizada no estado americano de Geórgia, no Condado de Calhoun e Condado de Early.

## Demografia
Segundo o censo americano de 2000, a sua população era de 1602 habitantes.
Em 2006, foi estimada uma população de 1514, um decréscimo de 88 (-5.5%).

## Geografia
De acordo com o United States Census Bureau tem uma área de
10,3 km², dos quais 10,3 km² cobertos por terra e 0,0 km² cobertos por água. Arlington localiza-se a aproximadamente 77 m acima do nível do mar.

## Localidades na vizinhança
O diagrama seguinte representa as localidades num raio de 24 km ao redor de Arlington.